# Asylstadt

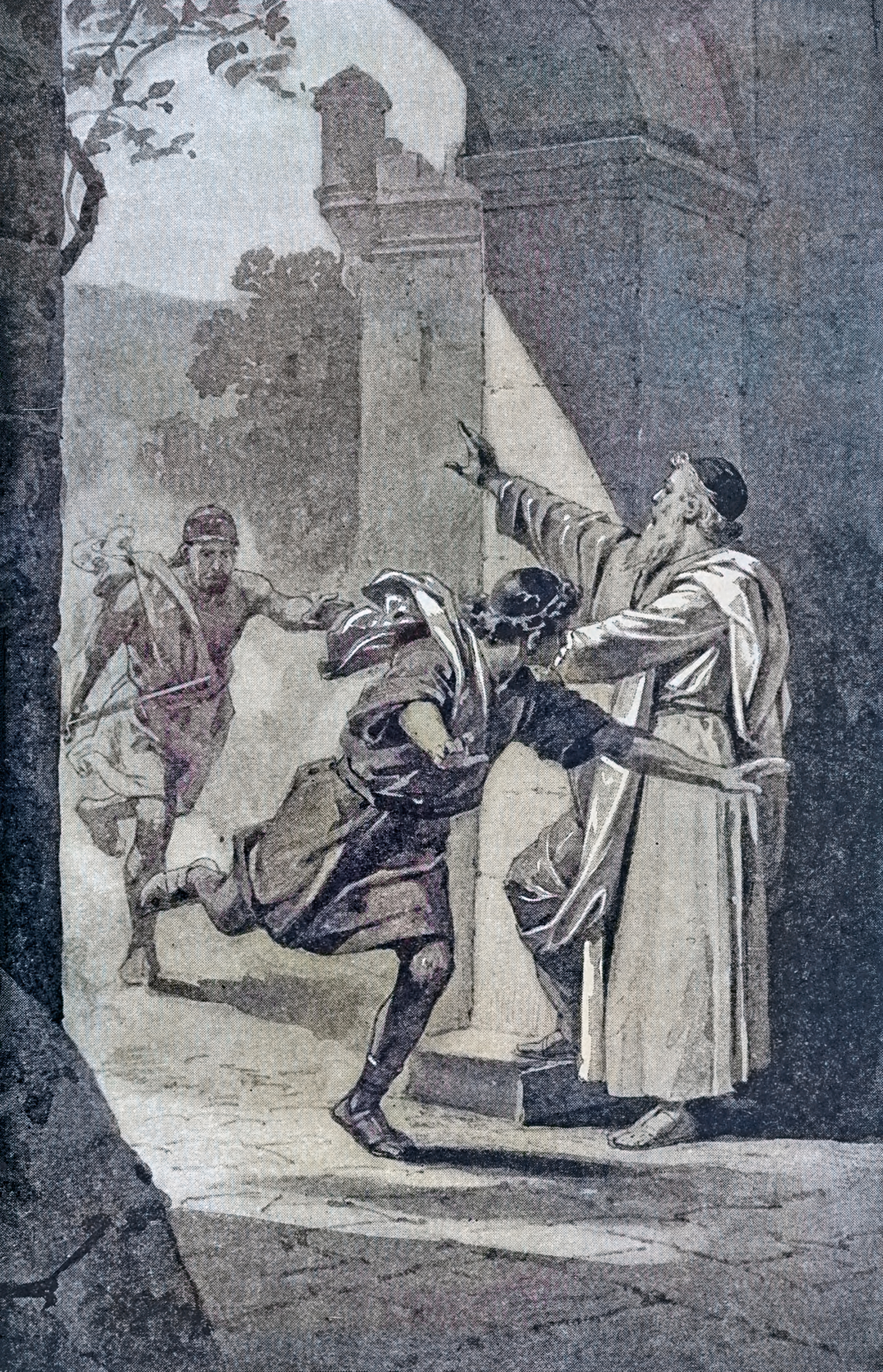
Flucht in die Asylstadt (Numeri 35,11–28). Von Charles Foster, The Story of the Bible, 1884.

Die Asylstadt, auch als Zufluchtsstadt oder Freistadt bekannt, ist in der Bibel ein wichtiges Rechtsinstitut, das als erste historisch bekannte Form eines Asylrechts anzusehen ist. Nach dem archaischen Sippenrecht der Blutrache konnte jeder Angehörige eines Totschlag-Opfers den Täter überallhin verfolgen und töten, um damit der Gerechtigkeit zu genügen. Die biblische Gesetzgebung hat dies nach und nach immer stärker eingeschränkt und schließlich ganz abgelehnt. Die Asylorte waren dabei ein wichtiger Fortschritt.

## Biblische Begründung
In drei verschiedenen Gesetzeskorpora ist von ihnen die Rede:

### Bundesbuch
Im Bundesbuch (Ex. 21–23) werden sie nur als künftige Einrichtung erwähnt (Ex 21,12 f. ):

„12 Wer einen Menschen so schlägt, dass er stirbt, wird mit dem Tod bestraft. 13 Wenn er ihm aber nicht aufgelauert hat, sondern Gott es durch seine Hand geschehen ließ, werde ich dir einen Ort festsetzen, an den er fliehen kann.“

Hier wurde erstmals zwischen vorsätzlichem Mord und versehentlichem Totschlag unterschieden. Aber der Fluchtort für den zu Unrecht als Mörder verfolgten Totschläger wurde noch nicht festgelegt; der folgende Vers deutet an, dass es um ein Gotteshaus, also Kultorte ging.

### Priestergesetz
Im Priestergesetz (3. und Teile des 2. und 4. Buchs Mose, darunter Num. 27–36) wurden die Bestimmungen zur Einrichtung dieser Asylorte konkretisiert. Vorausgesetzt war die Gebietsverteilung an alle zwölf Stämme der Hebräer. Den Leviten als Stamm des erblichen Priestertums wurden besondere Städte und Umland zugewiesen. Sechs von 48 ihrer Ortschaften, je drei davon östlich und westlich des Jordans, sollten zum Rechtsschutz für Strafverfolgte aus ganz Israel zur Verfügung stehen (Num 35,12 ):

„Die Städte sollen euch als Asyl vor dem Bluträcher dienen, sodass der, der getötet hat, nicht sterben muss, bevor er vor dem Gericht der Gemeinde stand.“

Hier wird also ein öffentliches Gerichtsverfahren gefordert, das die Unterscheidung zwischen Mord und Totschlag justiziabel macht. Die folgenden kasuistischen Rechtssätze stellen Kriterien dafür auf (Num 35,16–34 ):
- Schlagen per Hand oder Gegenstand sowie Steinwurf mit Todesfolge galt als Mord. In diesen Fällen durfte der Bluträcher (als Vertreter der Geschädigten) den Mörder überall töten, wo er ihn fand.
- Stoßen oder Bewerfen im Affekt („aus Hass“) mit Todesfolge war ebenfalls Mord und durfte ebenfalls vom Bluträcher gesühnt werden.
- Stoßen oder Bewerfen ohne tötende Absicht oder ganz aus Versehen dagegen erforderte ein öffentliches Verfahren:

„… so soll die Gemeinde richten zwischen dem, der geschlagen hat, und dem Bluträcher nach diesen Rechtsordnungen.“

Damit wurde das Sippenrecht durch das übergeordnete Rechtsinteresse des ganzen Volkes eingeschränkt: Die Rächer des Getöteten waren nur noch Ankläger, sofern nicht eindeutig ein Mord vorlag bzw. sobald der Totschläger Asyl suchte. (In letzteren Fällen war der Bluträcher sogar explizit aufgefordert, den Totschläger zu töten. V.19)
- Eine Polizei gab es noch nicht. Der Totschläger war selbst dafür verantwortlich, eine Asylstadt aufzusuchen und deren Älteste um Schutz zu ersuchen.
- Das nachfolgende Verfahren zur Feststellung eines etwaigen dauerhaften Schutzrechts wurde offenbar nicht in der Asylstadt, sondern in seiner Heimatgemeinde geführt, was die Konsultation von Zeugen vereinfachte. (V.25)

Erst nach Anerkennung der Schutzwürdigkeit wurde er zur Asylstadt geleitet und erhielt dort Wohnrecht.
- Dort sollte er bleiben, bis der, neben seinen religiösen Funktionen auch als oberster Richter Israels fungierende, geweihte Hohepriester starb.

Dies bedeutete eine Freiheitseinschränkung zum Schutz des eigenen Lebens, allerdings ohne vorhersehbare Zeitbeschränkung und weniger gravierend als eine Gefängnisstrafe oder ein Hausarrest. Da das Amt des Hohenpriesters ursprünglich vererbt wurde (Num 20,22–29 ), ist anzunehmen, dass selbiger meist schon in fortgeschrittenem Alter war und seine verbleibende Lebenserwartung höchstens eine Generation (ca. 20 Jahre) betrug.
- Erst dann durfte er in seinen Heimatort zurückkehren.

Er blieb also erbberechtigter Bürger; sein Land wurde während seiner Abwesenheit vermutlich von der Großfamilie bewirtschaftet oder, sofern keine solche vorhanden war, treuhänderisch verpachtet. (vgl. (2 Kön 8,5f )) Es ist davon auszugehen, dass der Totschläger für seinen Lebensunterhalt selbst aufkommen musste und dazu entweder auf die Unterstützung durch die Großfamilie und/oder eine handwerkliche oder dienstleistende Tätigkeit innerhalb der Asylstadt angewiesen war.
- Der Aufenthalt in der von Leviten bewohnten Asylstadt könnte auch eine (re)sozialisierende  und (weiter)bildende Wirkung beabsichtigt haben, weil selbige als moralische Vorbilder und Lehrer für die Israeliten des Lesens und Schreibens mächtig waren, medizinische, juristische und später auch verwaltende Verpflichtungen hatten und entsprechend die Bildungselite darstellten.
- Bei vorzeitigem Verlassen der Asylstadt lief der Totschläger Gefahr, von einem Bluträcher legal getötet zu werden (Num 35,26+27 EU) Dieses Tötungsrecht des Bluträchers endete erst mit dem o. g. Tod des Hohenpriesters.
- Ein Freikauf wurde, abweichend der Regelung bei anderen Delikten, weder von der Todesstrafe (im Sinne von Blutgeld) noch von der Freiheitseinschränkung (Im Sinne einer Kaution) zugelassen (vgl. (Num 35,31+32 EU))
- Die Zeugenregel verlangte mindestens zwei übereinstimmende und geprüfte Zeugenaussagen für Mord.
- Die Tötung eines Totschlägers nach Aufnahme des Verfahrens auf dem Weg zum Gerichtsort bzw. nach dessen Anerkennung als „versehentliche Tötung“ innerhalb des Gebiets der Asylstadt galt auch als Mord, der „das Land verunreinigte und Sühne verlangte“. Damit wurde das Asylverfahren strafbewehrt.

### Deuteronomium
Im Deuteronomium (5. Buch Mose) wurden diese Gesetze leicht variiert und ergänzt (Dtn 19,1–13 ):
- Sechs Orte waren Asylstädte für die Israeliten: drei diesseits und drei jenseits des Jordan: Die drei östlich des Jordan waren gemäß Jos 20,8 EU (wie bereits in Dtn 4,43 EU angegeben): Bezer in der Wüste, Ramot in Gilead und Golan in Baschan. Die drei westlich des Jordan waren (Jos 20,7 EU): Kedesch in Galiläa, Sichem auf dem Gebirge Ephraim und Kirjat-Arba (Hebron) auf dem Gebirge Juda.
- Die Flucht dorthin sollte jedem von seinem Wohnort aus leicht möglich sein (Verkehrswege) (Dtn 19,3 EU).

Dazu wurde das Siedlungsgebiet aufgeteilt, ähnlich der Handhabung von Notausgängen heutzutage. Die Lage der sechs benannten Freistädte war so gewählt, dass die nächstgelegene Asylstadt von jedem Punkt aus in maximal ca. 25 km (Luftlinie) zu erreichen war.
- sofern sich der Gebietsbesitz weiter ausdehnen würde, sollten noch 3 weitere Städte benannt werden (Dtn 19,8 EU)

Am Ende der Eroberungen im Buch Josua blieben gegenüber dem „verheißenen Land“ (vgl. (Numeri 34 )) noch große Gebiete im Norden (heutiges Staatsgebiet Libanons und Syriens) und der Küstenebene am Mittelmeer von anderen Volksgruppen kontrolliert (vgl. (Ri 1,21–36 ) und (Ri 3,1–5 ))
- Verfolgte mussten geschützt werden, bis sie eine Asylstadt erreicht hatten. Unterwegs wurde jeder Israelit mit für ihr Leben haftbar gemacht.
- Ein (erwiesener) Mörder musste aus einer Asylstadt entfernt werden (Dtn 19,11–12 EU).

Hier wird also die Möglichkeit einer Revision des Verfahrens angedeutet. Grundregel war immer, Israel vor den kollektiven Folgen von unschuldig vergossenem Blut zu bewahren.

## Wirkung
Ob und wieweit diese Gesetze historische Geltung erlangten, ist unsicher. Bei der Verfolgung Davids durch Saul scheint das Asylrecht eine Rolle gespielt zu haben.
Ein Hinweis, zumindest auf die Bekanntheit dieses Rechtskonzepts noch 400–500 Jahre später, findet sich im Umgang des Königs Salomo mit Simei, dem Sohn Geras, dem Benjaminiter, von Bachurim" (1.Kön.2,8f) Salomo belegt Simei mit einer Strafe, die deutliche Ähnlichkeiten aufweist. (vgl. 1.Kön.2,36–46)
Abgesehen davon blieb nach der Reichsteilung unter Rehabeam bzw. Jerobeam I. theoretisch nur Hebron als Asylstadt bestehen, da die Leviten aus dem Nordreich nach der Einführung des Kalbskultes durch Jerobeam ihre Städte verließen und nach Juda emigrierten. (vgl. 2.Chr.11,14)

## Asyl(städte) in der rabbinischen Überlieferung
Die klassischen rabbinischen Schriften sahen alle Levitenstädte grundsätzlich als Asylstädte an, mit dem Unterschied, dass sie gegenüber den sechs benannten Asylstädten das Recht auf Abweisung eines Asylsuchers durch die jeweilige Einwohnerschaft zugestanden.
Zwar waren die sechs Asylstädte im priesterlichen Gesetz explizit festgelegt, doch talmudische Quellen argumentieren, dass im Verlauf der Zeit auch andere Städte offiziell zu Asylstädten erklärt werden könnten, um den sich verändernden politischen Gegebenheiten Rechnung zu tragen. [3] Bei der Wahl solcher „Ersatzstädte“  sollte u. a. auf deren Größe geachtet werden. Bei zu kleinen Städten wäre ein Mangel an Nahrungsmitteln oder Erwerbsmöglichkeiten zu befürchten, so dass ein anerkannter Schützling sich genötigt sehen könnte,  um seines Lebensunterhalts willen die Stadt zu verlassen und damit der Tötungsgefahr auszusetzen. Eine zu große Stadt wiederum mache es dem Bluträcher leicht, sich unter der Menge der Einwohner zu verbergen und unerkannt einen Anschlag auszuführen. Dafür sollte die umgebende Region einer neu gewählten Asylstadt möglichst reichlich bewohnt sein, um etwaige Angriffe durch den oder die Bluträcher leicht abwehren zu können.
Die rabbinischen Quellen unterschieden zwischen vier unterschiedlich schwerwiegenden Formen des Tötens, z. T. mit charakterisierenden Beispielen:
1. Vollständige Unschuld: Diese Sachlage bestand, wenn jemand unter Ausübung seiner Pflichten einen Menschen tötete, beispielsweise in der Ausführung einer rechtskräftigen Todesstrafe oder als versehentliche Folge bei einer vom Gesetz geforderten körperlichen Bestrafung. Auch Handeln aus Notwehr z. B. bei einem nächtlichen Einbruch (2.Mose 20,1) oder unvorhersehbar aggressives Verhalten von Haustieren mit Todesfolge (2.Mose 21,28) gehörten dazu. In solchen Fällen hatte der Tötende keine Konsequenzen zu befürchten.
2. Achtlosigkeit: Diese Form lag vor, wenn jemand bei einem an sich legalen Vorgang, der allerdings nicht gesetzlich gefordert war, versehentlich zu Tode kam. Hierauf musste der Totschläger in eine Asylstadt fliehen und dort im Exil leben.
3. Gravierende Fahrlässigkeit: lag vor, wenn ein unbeabsichtigter Todesfall als Folge illegalen Verhaltens auftrat. Beispiele aus dem mosaischen Gesetz hierfür sind das Herabfallen eines Menschen von einem begehbaren Flachdach, weil das Geländer fehlt (5.Mose 22,8) oder ein tödlicher Unfall mit einem Haustier, dessen Gefährdungspotential vorab bekannt war (2. Mose 21,29f) Für einen derartigen Tatbestand sahen die Rabbiner das einfache Exil nicht als ausreichende Strafe an. Das Strafmaß konnte von einer (Löse)geldzahlung bis hin zur Todesstrafe reichen.
4. Mord, der grundsätzlich unter die Todesstrafe fiel. Wenn selbiger erwiesen war, wurde der Mörder – anders als heutzutage vielfach üblich – unverzüglich hingerichtet.

Für die klassischen, rabbinischen Autoritäten waren Asylstädte nicht einfach nur Orte der Zuflucht, sondern darüber hinaus Orte, wo Sühne geleistet wurde. Philo erklärte diese Annahme als logische Folge der Theorie, dass ein unschuldiger Mensch niemals von Gott dazu erwählt würde, das Werkzeug zur Tötung eines anderen zu werden. Daher müsse ein Schutzsuchender schon vor dem Totschlag gesündigt haben und sein Exil sei nun Ausdruck göttlicher Nötigung zur ansonsten (noch) nicht erfolgten Sühnung. In der Folge entwickelten die Rabbiner die geradezu mystisch wirkende Vorstellung, selbst der Leichnam eines auf dem Weg zur Asylstadt getöteten Totschlägers müsse zur Sühnung in diese überführt werden. Oder falls ein Totschläger während seines Aufenthalts in der Asylstadt stürbe, ehe der amtierende Hohenpriester das Zeitliche segne, wäre er zur Vollendung der Sühne mindestens bis zu dessen Tod dort zu bestatten. Diese Denkweisen gründen sich womöglich auch auf das Beispiel der Sühnung der Blutschuld des Hauses Sauls gegenüber den Gibeonitern (2. Samuel 21,1–14). Abgesehen davon wurde gefordert, dass der Totschläger stets im Bewusstsein behielte, ein Menschenleben auf dem Gewissen zu haben und daher jede Ehrung seitens seiner Mitbürger ablehne müsse. Einem Totschläger war es außerdem auf Lebenszeit verboten, ein politisches Amt auszuüben, und zwar unabhängig vom Tod „seines“ Hohenpriesters.